# Gukkesjauratj
Gukkesjauratj är en sjö i Sorsele kommun i Lappland och ingår i Umeälvens huvudavrinningsområde. Sjön har en area på 0,0547 kvadratkilometer och ligger 708,8 meter över havet. Gukkesjauratj ligger i Vindelfjällen Natura 2000-område.
Namnet är samiskt och kan på svenska översättas med Långtjärnen.

## Delavrinningsområde
Gukkesjauratj ingår i det delavrinningsområde (730963-148858) som SMHI kallar för Utloppet av Guttajaure. Medelhöjden är 645 meter över havet och ytan är 13,02 kvadratkilometer. Räknas de 8 avrinningsområdena uppströms in blir den ackumulerade arean 73,81 kvadratkilometer. Bulojukke som avvattnar avrinningsområdet har biflödesordning 3, vilket innebär att vattnet flödar genom totalt 3 vattendrag innan det når havet efter 402 kilometer. Avrinningsområdet består mestadels av skog (48 procent) och sankmarker (39 procent). Avrinningsområdet har 1,72 kvadratkilometer vattenytor vilket ger det en sjöprocent på 13,2 procent.